# 中原新
中原 新（なかはら あらた、6月29日 - ）は日本の声優。千葉県出身。以前はアーツビジョンに所属していた。
趣味はスキー、ボウリング、読書

## 出演作品

### ラジオ
- VOICE CREW SONG ANALIST（1997年4月6日から9月28日まで浅川悠とともに初代パーソナリティを務める）